# Jared Goldberg
Pour les articles homonymes, voir Goldberg.
Jared Lewis Goldberg, né le 15 juin 1991 à Boston, est un skieur alpin américain. Polyvalent, il prend part à toutes les disciplines. 

## Carrière
Il commence à courir à l'âge de six ans, mais s'aventure dans le freeski tout d'abord.
Participant à ses premières courses FIS en fin d'année 2006, il décroche sa première victoire en Coupe continentale en 2009 en Australie, puis fait ses débuts en équipe nationale aux Championnats du monde junior en 2010. 
il commence sa carrière en coupe du monde en novembre 2012 au super G de Lake Louise, avant de marquer son premier point pour le classement général (30e) au super G de Beaver Creek, puis de remporter le titre national de la descente et enfin de s'assurer le gain du classement général de la Coupe nord-américaine. En 2014, il participe à ses premiers Jeux olympiques prenant la 19e place sur le slalom géant et la 11e sur le super combiné. Onzième est aussi son résultat au combiné de Kitzbühel, obtenu après une douzième place en descente à Wengen.
Il obtient son premier top dix en Coupe du monde en décembre 2017 en terminant neuvième de la descente de Val Gardena. Il se classe au mieux 20e sur le descente aux Jeux olympiques à Pyeongchang en 2018.
En décembre 2020, il obtient son meilleur résultat dans l'élite, prenant la sixième place de la descente de Coupe du monde à Val Gardena. De même, aux Championnats du monde 2021, il signe son meilleur résultat dans un mondial, quinzième du super G.

## Palmarès

### Jeux olympiques d'hiver
| Épreuve / Édition   | Descente | Super G | Slalom géant | Slalom | Combiné |
| JO 2014 Sotchi      | —        | —       | 19e          | —      | 11e     |
| JO 2018 Pyeongchang | 20e      | 24e     | -            | —      | 36e     |

Légende :
- — : Jared Goldberg n'a pas participé à cette épreuve

### Championnats du monde
| Épreuve / Édition               | Descente | Super G | Slalom géant | Slalom | Combiné |
| Mondiaux 2015 Vail              | 20e      | -       | -            | -      | 29e     |
| Mondiaux 2017 Saint-Moritz      | 20e      | -       | -            | -      | 21e     |
| Mondiaux 2021 Cortina d'Ampezzo | 20e      | 15e     | -            | -      | DNS     |

### Coupe du monde
- Meilleur classement général : 63e en 2018.
- 1 podium : 1 deuxième place.

#### Classements en Coupe du monde
| Saison | Général | Descente | Super G | Combiné |
| 2013   | 144e    |          | 52e     |         |
| 2014   | 81e     | 39e      |         | 15e     |
| 2015   | 72e     | 36e      | 41e     | 16e     |
| 2016   | 93e     | 44e      | 44e     | 21e     |
| 2017   | 98e     | 31e      | 56e     |         |
| 2018   | 63e     | 26e      | 39e     | 19e     |
| 2019   | 103e    | 36e      | 60e     | 37e     |
| 2020   | 92e     | 58e      | -       | 37e     |
| 2021   | 68e     | 23e      | 47e     | -       |

### Coupe nord-américaine
- Vainqueur de l'édition 2013.
- 1er du classement de la descente en 2013.
- 20 podiums, dont 4 victoires.

### Championnats des États-Unis
- Champion en descente en décembre 2012